# Hai to gensō no Grimgar
Hai to gensō no Grimgar (灰と幻想のグリムガル?, Hai to gensō no Gurimugaru, lett. "Grimgar di cenere e fantasia") – sottotitolata Grimgar, le Monde des cendres et de fantaisie (lett. "Grimgar, il mondo di cenere e fantasia") – è una serie di light novel scritta da Ao Jūmonji e illustrata da Eiri Shirai, edita da Overlap, sotto l'etichetta Overlap Bunko, da giugno 2013. Un adattamento manga è stato serializzato sulla rivista Gangan Joker di Square Enix dal 22 aprile 2015 al 22 giugno 2016. Un adattamento anime, prodotto da A-1 Pictures, è stato trasmesso in Giappone tra il 10 gennaio e il 27 marzo 2016.

## Trama
Un ragazzo di nome Haruhiro si risveglia insieme ad altre dodici persone in un mondo chiamato Grimgar. Nessuno di loro ha ricordi del proprio passato a parte il proprio nome, e per poter sopravvivere decidono di unirsi come soldati dell'Esercito Volontario della città di frontiera Alterna. Haruhiro fa parte del gruppo composto da Yume, Shihoru, Ranta, Moguzo e guidati dal loro leader Manato, i quali iniziano lentamente a progredire per poter sopravvivere in questo nuovo mondo. Ma proprio quando tutto volge al meglio, Manato viene colpito a morte durante una missione, e prima di spirare chiede ad Haruhiro di essere il nuovo leader del gruppo. Ancora sconvolto per la perdita dell'amico, Haruhiro decide di ereditarne le volontà e tenere vivi i propri compagni.

## Personaggi

Il protagonista Haruhiro

Haruhiro (ハルヒロ?)
Doppiato da: Yoshimasa Hosoya
Il protagonista e il Ladro del gruppo, esperto in ricognizione, supporto e attacco. Haruhiro è il personaggio più a tutto tondo della serie poiché non è né arrogante nella sua natura né umile. È generalmente disponibile e sempre pronto ad aiutare i membri del gruppo. Successivamente sarà costretto a diventare il leader del gruppo dopo la morte di Manato. Alla fine inizia a prestare più attenzione ai sentimenti dei suoi compagni di squadra, migliorando lentamente come leader.
Manato (マナト?)
Doppiato da: Nobunaga Shimazaki
Manato scelse di diventare un Sacerdote, e proprio per il suo ruolo da supporto e alla sua voglia di aiutare chi gli sta intorno, portandolo addirittura a combattere in prima linea, assunse il ruolo di leader iniziale del gruppo. È in grado di vedere gli aspetti positivi delle persone e con ciò è stato in grado di definire efficacemente i piani di battaglia quando il gruppo ha iniziato a cacciare i goblin per la prima volta. Tuttavia, durante una missione, mentre stavano riposando il gruppo subì un'imboscata da parte di più goblin di quanto non fossero abituati. Manato organizzò in modo efficace una ritirata, ma un arciere goblin riuscì a colpirlo mortalmente alla schiena mentre fuggivano. Morirà poco dopo aver passato il proprio ruolo ad Haruhiro.
Yume (ユメ?)
Doppiata da: Mikako Komatsu
Coraggiosa ed energica, Yume è la Cacciatrice del gruppo, abile nella ricognizione, nel combattimento a distanza e in quello ravvicinato. Ha anche la tendenza a cercare di proteggere Shihoru a causa della sua natura timida. Ha una buona amicizia con Haruhiro e sembrano andare d'accordo.
Shihoru (シホル?)
Doppiata da: Haruka Terui
La Maga del gruppo, specializzata nel supporto e attacco magico. È piuttosto timida, aprendosi solo a Yume e, fino a un certo punto, a Manato prima della morte di quest'ultimo. Yume cerca costantemente di convincerla a interagire di più con il gruppo.
Ranta (ランタ?)
Doppiato da: Hiroyuki Yoshino
Il Cavaliere nero del gruppo, portato nel combattimento ravvicinato. È sfacciato, impulsivo e un po' perverso, portandolo a discutere costantemente con Haruhiro. Ranta è il guastafeste del gruppo, causa costantemente problemi e prende decisioni avventate perché, dato il suo ruolo, ha un leggero accenno di arroganza. È in grado di evocare un demone che ribattezza Zodiac, anche se ubbidisce raramente ai suoi comandi e si comporta in modo pettegolo sia per lui che per gli altri.
Moguzo (モグゾー?, Moguzō)
Doppiato da: Fukushi Ochiai
Moguzo è il membro più alto e più pesante del gruppo e quindi ha scelto di diventare un Guerriero, il principale attaccante e tank del gruppo. Indossa l'armatura più corazzata e brandisce una spada a lama larga che arriva all'altezza delle spalle. È molto gentile e in diverse occasioni permette ai suoi amici di dormire e prendere il turno per cucinare la colazione al mattino, ricordando in qualche modo di averlo fatto prima e di aver provato gioia. Nel tempo libero si dimostra abile nell'intagliare statuette di legno di qualità notevole.
Merry (メリイ?, Merii)
Doppiata da: Chika Anzai
La nuova Sacerdotessa del gruppo, unitasi poco dopo la morte di Manato. Inizialmente c'è molto attrito tra Merry e il resto della squadra. In realtà era molto simile a Manato, ma dopo un tragico incidente che portò alla morte di alcuni dei suoi amici del suo primo gruppo divenne fredda e distaccata. Tuttavia, dopo che Haruhiro le ha parlato della propria situazione, si apre lentamente ai suoi nuovi compagni.
Kuzaku (クザク?)
Un Paladino che decide di unirsi al gruppo di Haruhiro.
Renji (レンジ?)
Doppiato da: Tomokazu Seki
Un soldato volontario che arrivò nello stesso periodo di Haruhiro e degli altri, ma scalò molto presto dalla sua posizione di tirocinante diventando molto noto ad Alterna. È il Guerriero e il leader del proprio gruppo, mostrando uno strano interesse per il combattimento ma anche una notevole generosità.
Ron (ロン?)
Doppiato da: Tomokazu Sugita
Il Paladino del gruppo di Renji e secondo membro più forte.
Sassa (サッサ?)
Doppiata da: Nozomi Furuki
La Ladra del gruppo di Renji, la quale agisce in coppia con Adachi.
Adachi (アダチ?)
Doppiato da: Kenji Nojima
Il Mago del gruppo di Renji, specializzato nelle magie di ghiaccio.
Chibi (チビ?)
La Sacerdotessa del gruppo di Renji, con quest'ultimo che la descrive come una talentuosa guaritrice.
Shinohara (シノハラ?)
Doppiato da: Hiroki Takahashi
Guerriero e leader del clan Orion. Possiede una composta calma ed è affidabile, poiché ha aiutato la squadra di Haruhiro a capire il comportamento di Merry. Anche se crede fermamente che le persone dovrebbero imparare da soli, anche per i nuovi arrivati, è disposto a dare consigli su cose importanti nella vita.
Hayashi (ハヤシ?)
Doppiato da: Hidenobu Kiuchi
Guerriero e supporto del clan Orion, unitovisi dopo che il gruppo di Michiki, di cui facevano parte lui e Merry, è stato annientato nelle miniere di Cyrene.
Michiki (ミチキ?)
Doppiato da: Shunsuke Takeuchi
Guerriero e leader del proprio gruppo, viene ucciso insieme a Og e Mutsumi dal coboldo Death Spots nelle miniere di Cyrene e, a causa della maledizione del Re Immortale, ritornano come non-morti. In seguito verranno liberati da Merry.
Og (オグ?, Ogu)
Doppiato da: Toshiki Masuda
Il Ladro del gruppo di Michiki.
Mutsumi (ムツミ?)
Doppiato da: Haruka Tomatsu
Il Mago del gruppo di Michiki.
Kikkawa (キッカワ?)
Doppiato da: Daisuke Namikawa
Una delle dodici persone arrivate a Grimgar, Kikkawa si unisce al gruppo di Tokimune come Guerriero, facendosi subito notare per la sua spensieratezza. Viene considerato il portafortuna della squadra.
Britney (ブリトニー?, Buritonī)
Doppiato da: Hiroki Yasumoto
L'ufficiale comandante della Red Moon, la Forza di riserva dell'Esercito di frontiera di Alterna, di cui un tempo ne è stato membro per quindici anni come Paladino. Dato che è sia un veterano che un funzionario minore del governo, è molto organizzato, infatti aiuta Haruhiro e gli altri ad ambientarsi nel mondo di Grimgar. Ha mostrato un lato aggressivo e violento quando ha puntato il coltello contro Renji per averlo fatto arrabbiare a causa del suo aspetto effeminato.
Barbara (バルバラ?, Barubara)
Doppiata da: Mamiko Noto
La maestra della Gilda dei Ladri di cui fa parte Haruhiro. È una persona calma ma anche iperattiva, come si vede quando improvvisamente salta addosso ad Haruhiro mentre entra nella sua gilda.
Honen (ホーネン?, Hōnen)
Doppiato da: Jōji Nakata
Il maestro Sacerdote di Manato. Sebbene possa sembrare duro e severo mostra anche compassione.

## Media

### Light novel
La serie di light novel è stata scritta da Ao Jūmonji con le illustrazioni di Eiri Shirai. Il primo volume è stato pubblicato da Overlap, sotto l'etichetta Overlap Bunko, il 25 giugno 2013 e al 25 febbraio 2025 ne sono stati messi in vendita in tutto ventidue. I diritti di distribuzione digitale e cartacea in lingua inglese sono stati acquistati rispettivamente da J-Novel Club e Seven Seas Entertainment.
| Nº   | Titolo italiano (traduzione letterale) Giapponese 「Kanji」 - Rōmaji | Data di prima pubblicazione             | Data di prima pubblicazione |
| Nº   | Titolo italiano (traduzione letterale) Giapponese 「Kanji」 - Rōmaji | Giapponese                              |                             |
| 1    | Sussurri, canti, preghiere, risvegliatevi 「ささやき、詠唱、祈り、目覚めよ」 - Sasayaki, eishō, inori, mezameyo                                                                                | 25 giugno 2013 ISBN 978-4-906866-22-9   |                             |
| 2    | Cose senza valore, non esistono. 「大切じゃないものなんか、ない。」 - Taisetsu janai mono nanka, nai.                                                                                          | 25 novembre 2013 ISBN 978-4-906866-47-2 |                             |
| 3    | Anche i migliori piani possono andare a monte, ma così va il mondo 「思い通りに行かないのが世の中だと割り切るしかなくても」 - Omoidōri ni ikanai no ga yo no naka dato warikiru shikanakute mo | 25 marzo 2014 ISBN 978-4-906866-69-4    |                             |
| 4    | Una guida che indirizza le persone sulla retta via 「導き導かれし者たち」 - Michibiki michibikareshi monotachi                                                                                 | 25 luglio 2014 ISBN 978-4-906866-91-5   |                             |
| 5    | Non mi sentirai ridere 「笑わないで聞いておくれよ」 - Warawanai de kiiteokureyo | 25 febbraio 2015 ISBN 978-4-86554-026-0 |                             |
| 6    | Verso una logica inconseguente 「とるにたらない栄光に向かって」 - Toru ni taranai eikō ni mukatte                                                                                              | 25 ottobre 2015 ISBN 978-4-86554-072-7  |                             |
| 7    | L'altro lato dell'arcobaleno 「彼方の虹」 - Kanata no niji | 25 dicembre 2015 ISBN 978-4-86554-086-4 |                             |
| 8    | E così noi aspettiamo il domani 「そして僕らは明日を待つ」 - Soshite bokura wa ashita o matsu                                                                                                  | 25 marzo 2016 ISBN 978-4-86554-114-4    |                             |
| 9    | Ora siamo qui, lontano lontano 「ここにいる今、遥か遠くへ」 - Koko ni iru ima, haruka tōku e                                                                                                   | 25 agosto 2016 ISBN 978-4-86554-149-6   |                             |
| 10   | Le canzoni d'amore non raggiungono 「ラブソングは届かない」 - Rabu songu wa todokanai | 25 marzo 2017 ISBN 978-4-86554-202-8    |                             |
| 11   | Quella volta sognammo ciascuno sul proprio cammino 「あの時それぞれの道で夢を見た」 - Ano toki sorezore no michi de yume o mita                                                                | 25 luglio 2017 ISBN 978-4-86554-234-9   |                             |
| 12   | Quello fu l'inizio di una leggenda circa una certa isola e un drago 「それはある島と竜を巡る伝説の始まり」 - Sore wa aru shima to ryū o meguru densetsu no hajimari                            | 25 marzo 2018 ISBN 978-4-86554-283-7    |                             |
| 13   | Cuore, apri, una nuova porta 「心、ひらけ、新たなる扉」 - Kokoro, hirake, aratanaru tobira | 25 giugno 2018 ISBN 978-4-86554-345-2   |                             |
| 14   | Parano-mania 「パラノマニア」 - Paranomania | 25 dicembre 2018 ISBN 978-4-86554-429-9 |                             |
| 14+  | Le cose non possono rimanere uguali 「相変わらずではいられない」 - Aikawarazu de wa irarenai                                                                                                   | 25 marzo 2019 ISBN 978-4-86554-466-4    |                             |
| 14++ | Se mai ci sarà una possibilità di incontrarsi di nuovo 「もし君とまた会えたなら」 - Moshi kimi to mata aeta nara                                                                               | 25 giugno 2019 ISBN 978-4-86554-512-8   |                             |
| 15   | Il nuovo ed effimero nuovo gioco 「くて儚きニューゲーム」 - Kute hakanaki Nyū Gēmu | 25 dicembre 2019 ISBN 978-4-86554-590-6 |                             |
| 16   | Non sappiamo nemmeno il motivo dell'addio 「さよならの訳さえ僕らは知らないままで」 - Sayonara no wake sae bokura wa shiranai mama de                                                           | 25 luglio 2020 ISBN 978-4-86554-700-9   |                             |
| 17   | Dì addio al giorno della battaglia un giorno 「いつか戦いの日にさらばと告げよう」 - Itsuka tatakai no hi ni saraba to tsugeyou                                                                 | 25 gennaio 2021 ISBN 978-4-86554-826-6  |                             |
| 18   | Sono odiato dal mondo 「わたしは世界に嫌われている」 - Watashi wa sekai ni kirawa rete iru | 25 ottobre 2021 ISBN 978-4-8240-0024-8  |                             |
| 19   | Abbraccia tutto nel mondo e fa male 「この世のすべてを抱きしめて痛い」 - Konoyo no subete o dakishimete itai                                                                                   | 25 giugno 2022 ISBN 978-4-8240-0187-0   |                             |
| 20   | E così che le stelle caddero e il tempo passò 「かくて星は落ち時が流れた」 - Kakute hoshi wa ochi-ji ga nagareta                                                                               | 25 aprile 2024 ISBN 978-4-8240-0739-1   |                             |
| 21   | Conquista falciando la luce e l'oscurità 「光と闇を切り裂いて征け」 - Hikari to yami o kirisaite sei ke                                                                                        | 25 maggio 2024 ISBN 978-4-8240-0762-9   |                             |
| 22   | Stiamo sbocciando tra la vita e la morte 「生と死の狭間で僕らは咲いていて」 - Seitoshi no hazama de bokuraha saite ite                                                                         | 25 febbraio 2025 ISBN 978-4-8240-1028-5 |                             |

### Manga
Un adattamento manga di Mutsumi Okubashi è stato serializzato sulla rivista Gangan Joker di Square Enix dal 22 aprile 2015 al 22 giugno 2016. I vari capitoli sono stati raccolti in tre volumi tankōbon, pubblicati tra il 22 dicembre 2015 e il 22 marzo 2016.
| Nº | Data di prima pubblicazione | Data di prima pubblicazione | Data di prima pubblicazione |
| Nº | Giapponese                  | Giapponese                  |                             |
| -- | --------------------------- | --------------------------- | --------------------------- |
| 1  | 22 dicembre 2015            | ISBN 978-4-7575-4840-4      |                             |
| 2  | 22 marzo 2016               | ISBN 978-4-7575-4918-0      |                             |
| 3  | 22 agosto 2016              | ISBN 978-4-7575-5082-7      |                             |

### Anime
Annunciato da Toho il 16 ottobre 2015, un adattamento anime, prodotto da A-1 Pictures e diretto da Ryōsuke Nakamura, è andato in onda dal 10 gennaio al 27 marzo 2016. Le sigle di apertura e chiusura, entrambe interpretate dai (K)NoW_NAME, sono rispettivamente Knew day e Harvest. In America del Nord i diritti sono stati acquistati da Funimation, mentre in Australia e Nuova Zelanda gli episodi sono stati trasmessi in streaming in simulcast da Madman Entertainment su AnimeLab. Un episodio OAV di dieci minuti è stato pubblicato insieme al primo volume BD/DVD dell'edizione home video della serie il 16 marzo 2016.

#### Episodi
| Nº  | Titolo italiano (traduzione letterale) Giapponese 「Kanji」 - Rōmaji | In onda          | In onda |
| Nº  | Titolo italiano (traduzione letterale) Giapponese 「Kanji」 - Rōmaji | Giapponese       |         |
| 1   | Sussurri, canti, preghiere, risvegliatevi 「ささやき、詠唱、祈り、目覚めよ」 - Sasayaki, eishō, inori, mezameyo                                                                           | 10 gennaio 2016  |         |
| 2   | La lunga giornata di una recluta del corpo volontari 「見習い義勇兵の長い一日」 - Minarai giyū-hei no nagai ichinichi                                                                     | 17 gennaio 2016  |         |
| 3   | Le sacche dei goblin racchiudono i nostri sogni? 「ゴブリン袋には俺たちの夢がつまっているか」 - Goburin fukuro ni wa oretachi no yume ga tsumatteiru ka                                   | 24 gennaio 2016  |         |
| 4   | La cenere che danza verso il cielo 「灰の舞う空へ」 - Hai no mau sora e | 31 gennaio 2016  |         |
| 5   | Piangere non ti rende debole. Sopportare non ti rende forte 「泣くのは弱いからじゃない。耐えられるのは強いからじゃない」 - Naku no wa yowai kara janai. Taerareru no wa tsuyoi kara janai | 7 febbraio 2016  |         |
| 6   | Le circostanze di lei 「彼女の場合」 - Kanojo no baai | 14 febbraio 2016 |         |
| 7   | Coloro chiamati Goblin Slayer 「ゴブリンスレイヤーと呼ばれて」 - Goburin Sureiyā to yobarete                                                                                              | 21 febbraio 2016 |         |
| 8   | I miei ricordi con te 「君との思い出に」 - Kimi to no omoide ni | 28 febbraio 2016 |         |
| 9   | Come trascorrere le vacanze 「休暇の過ごし方」 - Kyūka no sugoshikata | 6 marzo 2016     |         |
| 10  | Non sono fatto per essere un leader 「リーダーの器じゃないけれど」 - Rīdā no utsuwa janai keredo                                                                                          | 13 marzo 2016    |         |
| 11  | Tra vita e morte 「生と死の間で」 - Sei to shi no aida de | 20 marzo 2016    |         |
| 12  | A domani 「また、明日――」 - Mata, ashita | 27 marzo 2016    |         |
| OAV | |                  |         |
| 2.5 | L'adolescenza aggrappata al muro dei bagni: One More Centimeter 「風呂の壁にかけた青春 ――one more センチメートル」 - Furo no kabe ni kaketa seishun: One More Senchimētoru                | 16 marzo 2016    |         |

## Accoglienza
Lorenzo Campanini di MangaForever lo ha considerato come il settimo miglior anime che sfidava i cliché.